# Unterthurm
Unterthurm ist ein Dorf und Ortsteil von Altlengbach in Niederösterreich.

## Geografie
Das Dorf liegt nordwestlich von Altlengbach im Tal des Laabenbaches und grenzt im Norden an St. Christophen. Durch den Ort führt die Tullner Straße (B19).

## Geschichte
Laut Adressbuch von Österreich waren im Jahr 1938 in Unterthurm ein Gastwirt, zwei Müller, ein Sägewerk, ein Schmied, zwei Schuster und einige Landwirte ansässig.